# Nazionale femminile di pallacanestro dell'Azerbaigian
La nazionale di pallacanestro femminile dell'Azerbaigian, selezione delle migliori giocatrici di pallacanestro di nazionalità azera, rappresenta l'Azerbaigian nelle competizioni internazionali femminili di pallacanestro organizzate dalla FIBA. È gestita dalla Federazione cestistica dell'Azerbaigian.

## Storia

### Nazionale Unione Sovietica (1946-1991)
Nel periodo compreso fra il 1946 e il 1991, la nazionale azera ha fatto parte della ex "Armata Rossa".

### Squadra Unificata (1992)
Nel 1992 è stata inclusa nella CSI, sotto le cui insegne ha partecipato alla Olimpiade di Barcellona.

### Nazionale Azerbaijan (dal 1992)
Affiliata alla FIBA dal 1992, pur rappresentando uno Stato con territorio diviso fra i continenti di Europa ed Asia, la nazionale azera ha sempre fatto parte di FIBA Europe, nella sezione riservata alle nazionali dei Piccoli Stati d'Europa.

Nel 1997, ha partecipato alle Qualificazioni all'Eurobasket, non riuscendo a qualificarsi, avendo ottenuto l'ottavo posto su otto squadre nel suo girone.

Dal 2005, la FIBA ha suddiviso la zona europea in tre categorie:
- Division A, riservata alle migliori 16 squadre nazionali del continente
- Division B, riservata alle altre 14 squadre nazionali
- Division C, riservata ai Piccoli Stati d'Europa, categoria indipendente dalle prime due

Pertanto, la nazionale azera, partecipa al Promotion Cup, che altro non è che un campionato europeo riservato ai piccoli stati d'Europa, che dal 2005 è stato ridenominato FIBA EuroBasket Women Division C.

## Formazioni
Campionato europeo FIBA dei piccoli stati Women 20124 Biryuchkova, 5 Alisultanova, 6 Imanova, 7 Deniskina, 8 Ulyanova, 9 Iskakova, 10 Djafarova, 11 Shahveranova, 12 Musayeva, 13 Gadirova, 14 Mahmudova, 15 Aslanova,        All. Tatyana Slozhenitsina
Campionato europeo FIBA dei piccoli stati Women 20144 Djafarova, 5 Ab. Mollenhauer, 6 Al. Mollenhauer, 7 Deniskina, 8 Ulyanova, 9 Iskakova, 10 Rizvanova, 11 Bespalko, 12 Gü. Askarova, 13 Gu. Askarova, 14 Mahmudova, 15 Aslanova,        All. Tatyana Slozhenitsina